# San Justo (1779)
Pour l’article homonyme, voir San Justo.
Le San Justo est un vaisseau de 74 canons en service dans la marine espagnole à la fin du XVIIIe siècle et au début du XIXe siècle. Construit à Carthagène, sur les plans de Francisco Gautier (es) comme un navire de la classe San Joaquỉn, il participe à la bataille de Trafalgar.

## Historique
Conçu par Francisco Gautier en 1777 et lancé deux ans plus tard comme un vaisseau de 74 canons au lieu des 70 prévus, il est rapidement armé pour participer au siège de Gibraltar contre l'Angleterre,.
Il participe aux guerres napoléoniennes et combat à la bataille de Trafalgar sous le commandement du capitaine de vaisseaux Miguel Gastón. Avec le San Leandro, il participe ensuite à la capture de l'escadre française de Cadix commandée par Rosily,.
Il est démantelé en 1828 à Carthagène,.